# Molto calmo
Molto calmo är Neffas sjätte studioalbum och släpptes den 18 juni 2013 på Best Sound.

## Låtlista
| Nr  | Titel                             | Längd |
| --- | --------------------------------- | ----- |
| 1.  | Allaccia la cintura               | 1:15  |
| 2.  | Storie che non esistono           | 3:03  |
| 3.  | Molto Calmo                       | 3:59  |
| 4.  | Dove sei                          | 3:59  |
| 5.  | Tempo che se ne va                | 3:00  |
| 6.  | Per sognare ancora                | 3:14  |
| 7.  | La strada facile                  | 4:02  |
| 8.  | Quando sorride                    | 3:31  |
| 9.  | Mi manchi tu                      | 4:19  |
| 10. | Mostro                            | 3:51  |
| 11. | Luce oro (featuring Terron Fabio) | 3:51  |
| 12. | Sopra le nuvole                   | 3:41  |

| 13. | Dove sei (featuring Ghemon) | 3:55 |